# Сизоненко, Александр Иванович
Алекса́ндр Ива́нович Сизоне́нко (25 июля 1931, Москва — 2017) — советский и российский историк, переводчик и журналист, специалист по истории стран Латинской Америки. Доктор исторических наук (1986), профессор.

## Биография
Родился в семье горного инженера. Учился в московской школе № 665. С детских лет интересовался историей.
В 1950 г. поступил в Московский государственный институт международных отношений МИД СССР. В институте специализировался по истории Румынии.
После окончания МГИМО два года работал переводчиком в составе контингента советских войск в Румынии, а также занимался журналистикой — печатался в армейской газете «Советский воин».
В 1958 поступил в аспирантуру факультета журналистики МГУ. Один год обучался в аспирантуре Бухарестского университета. В 1962 г. защитил кандидатскую диссертацию «Очерки истории коммунистической печати Румынии (1931—1937 годы)».
В 1962 г. А. И. Сизоненко был принят на работу в тогда ещё недавно созданный Институт Латинской Америки АН СССР. С этого времени основными сферами его научной деятельности стали новейшая история Латинской Америки, история взаимоотношений России, СССР и Российской Федерации со странами этого региона.
В 1986 г. защитил докторскую диссертацию «Становление отношений СССР со странами Латинской Америки (1917—1946 гг.)». Имел учёное звание профессора.

## Основные труды
- Очерки истории коммунистической печати Румынии. М., 1961. Ч. 1. 75 с.
- В стране ацтекского орла : Первые советские полпреды в Мексике. М., 1969. 95 с.
- Очерки истории советско-латиноамериканских отношений (1924—1970 гг.). М., 1971. 204 с.
- Советский Союз и Мексика — 50 лет. М., 1974. 97 с.
- Внешняя политика правительства Народного единства Чили (1970—1973 гг.) / Ю. В. Годунский, А. И. Сизоненко. М., 1976. 172 с.
- Советский Союз и Латинская Америка : Современный этап отношений. Киев, 1976. 86 с.
- Становление отношений СССР со странами Латинской Америки (1917—1945 гг.). М., 1981. 199 с.
- Капабланка : Встречи с Россией. М., 1988. 141, [2] с.
- Непроторёнными путями: первые советские дипломаты и ученые в Латинской Америке. М., 1988. 100, [2] с., [4] л. ил.
- Русские открывают Латинскую Америку. М., 1992. 113 с. ISBN 5-201-05352-1.